# Anders Porsanger
Anders Porsanger (Biret-Ánde på nordsamiska), född 1735 i Kjelvik och död 1780 i Risør, var en norsk same och präst, och räknas som den första nordsame som granskade sitt eget språk vetenskapligt.
Som tonåring blev Anders Porsanger uppmärksammad av biskop Frederik Nannestad under dennes resa i Finnmark år 1751. År 1752 hämtade biskopen honom till Trondheim för att han där skulle vara till hjälp för professor Knud Leem. Leem hade i sin tur blivit ledare för Seminarium Lapponicum, en skola i Trondheim som utbildade missionärer som skulle verka bland samerna. Efter att ha gått i skola i Trondheim blev Porsanger student år 1758 och tog teologisk examen år 1761. Året därpå utnämndes han till missionär i Varanger. År 1764 utnämndes han till adjunkt vid Seminarium Lapponicum och präst vid sjukhuset i Trondheim.

Som samisktalande präst levererade Porsanger bidrag till Knud Leems samiska ordbok. År 1770 blev Porsanger kallad till Köpenhamn som informant för János Sajnovics, en ungersk forskare som studerade släktskapet mellan de samiska och ungerska språken. I Köpenhamn fick Porsanger löfte om att utnämnas till residerande kaplan i Trondheims domkyrka. Trondheimsborna var missnöjda med valet, och biskop Johan Ernst Gunnerus såg till att Porsanger aldrig fick möjlighet att tillträda tjänsten. I stället blev han avstängd från sina ämbeten, och efterträddes av Christian Weldingh. Gunnerus skriver om denna händelse i ett brev daterat den 9 december 1769: 
”Hr. Prof. Leem er ofte misfornøjet med Hr. Porsanger, ikke allene i Henseende til hans Forsømmelse, men og øvrige Conduite, og [har] derfor nylig ønsket, at Hr. Provst Welding paa Vadsøe matte blive ham adjungeret i steden for Hr. Porsanger”.
Porsanger skrev en samisk grammatik som aldrig har offentliggjorts och som senare gått förlorad.